# Belloy-en-Santerre
Belloy-en-Santerre – miejscowość i gmina we Francji, w regionie Hauts-de-France, w departamencie Somma.
Według danych na rok 2011 gminę zamieszkiwało 166 osób, a gęstość zaludnienia wynosiła 30 osób/km² (wśród 2293 gmin Pikardii Belloy-en-Santerre plasuje się na 835. miejscu pod względem liczby ludności, natomiast pod względem powierzchni na miejscu 835.).